# Urbia Meléndez Rodríguez
Urbia Meléndez Rodríguez (30 de julio de 1972) es una deportista cubana que compitió en taekwondo.
Participó en los Juegos Olímpicos de Sídney 2000, obteniendo una medalla de plata en la categoría de –49 kg. Ganó dos medallas en el Campeonato Panamericano de Taekwondo en los años 1994 y 1996.

## Palmarés internacional
| Juegos Olímpicos        | Juegos Olímpicos     | Juegos Olímpicos | Juegos Olímpicos |
| Año                     | Lugar                | Medalla          | Categoría        |
| ----------------------- | -------------------- | ---------------- | ---------------- |
| 2000                    | Sídney (Australia)   | Medalla de plata | –49 kg           |
| Campeonato Panamericano |                      |                  |                  |
| Año                     | Lugar                | Medalla          | Categoría        |
| 1994                    | Heredia (Costa Rica) | Medalla de plata | –51 kg           |
| 1996                    | La Habana (Cuba)     | Medalla de oro   | –51 kg           |